# 大谷大学短期大学部
大谷大学短期大学部（日语：／ Otani Daigaku Tanki Daigakubu *），简称大谷短大（おおたにたんだい），是過去一所位于日本京都府京都市北区的私立短期大学，於2021年停辦。

## 概要

### 简介
- 学校最早可以追溯到1665年[1]。大谷大学成立于1949年、短期大学为于1950年开办[1]、由学校法人真宗大谷学园经营、来源于亲鸾的净土真宗。

### 历史
- 1950年 大谷大学短期大学部成立并同时设置佛教科[1]。
- 1963年 日文科成立[1]。
- 1966年 幼儿教育科成立[1]。
- 1992年 日文科变更为文化学科[1]。
- 2006年 幼儿教育科变更为幼儿教育保育科[1]。
- 2008年 文化学科招生最后[1]。
- 2021年 停辦。

### 憲章
- 请参看大谷大学短期大学部的标志 （页面存档备份，存于）2013年11月20日阅览。

## 学校环境
- 校区：在京都府京都市北区

## 历任校长
- 山口益：第一代短期大学校长[2]
- 草野显之：就任于2010年。现在短期大学校长[2]

## 組織

### 学科
- 佛教科
- 幼儿教育保育科

### 前学科
- 文化学科[注 1]

### 专科
| - 没有 |

#### 业余课程
| - 没有 |

## 知名校友
- 夛川王彦：作曲家

## 相关链接
- 日本短期大学列表
- 大谷大学
- 九州大谷短期大学